# Aleksiej Kabieszow
Aleksiej Wadimowicz Kabieszow (ros. Алексей Вадимович Кабешов; ur. 22 czerwca 1991 w Iwanowie) – rosyjski siatkarz, grający na pozycji libero.
Jego starszą siostrą jest siatkarka Jekatierina Ułanowa, również występująca na pozycji libero.

## Sukcesy klubowe
Puchar CEV:
- 2021
- 2016

Puchar Rosji:
- 2020

Mistrzostwo Rosji:
- 2021

## Sukcesy reprezentacyjne
Mistrzostwa Europy Juniorów:
- 2010[3]

Mistrzostwa Świata Juniorów:
- 2011[4]

Mistrzostwa Świata U-23:
- 2013

Igrzyska Europejskie:
- 2015

Letnia Uniwersjada:
- 2015

Liga Narodów:
- 2018

## Nagrody indywidualne
- 2010: Najlepszy libero Mistrzostw Europy Juniorów
- 2011: Najlepszy libero Mistrzostw Świata Juniorów